# ولادیمیر لوپوخین
ولادیمیر لوپوخین (روسی: Влади́мир Миха́йлович Лопухи́н؛ ۲۳ مهٔ ۱۹۵۲ – ۲۶ مهٔ ۲۰۲۰) آخرین وزیر سوخت و انرژی جمهوری فدراتیو سوسیالیستی روسیه شوروی و اولین وزیر سوخت و انرژی روسیه در دولت بوریس یلتسین بود. وی در پاییز ۱۹۹۲ مشاور یگور گایدار نخست‌وزیر روسیه شد.
لوپوخین در ۲۶ می ۲۰۲۰ میلادی بر اثر ابتلا به ویروس کرونا درگذشت.